# Professorado Campestre Clube
Professorado Campestre Clube é uma agremiação esportiva da cidade do Rio de Janeiro, localizada no bairro de Jacarepaguá, fundada a 21 de julho de 1964.

## História
Sua única experiência no profissionalismo se deu em 2003, quando participou do Campeonato Estadual da Terceira Divisão de Profissionais. Mas, a campanha foi ruim, não passando da primeira fase e ainda ficando em último no seu grupo. Após essa competição, o clube se licenciou.
Em 6 de agosto de 2008 o clube teve a sua filiação à FFERJ suspensa por se encontrar com dívidas pendentes em relação à entidade que rege o futebol no estado do Rio de Janeiro. Seu mando de campo era em Itaguaí.

## Estatísticas

### Participações
|  | Participações em 2018 |

| Competição          | Temporadas | Melhor campanha   | Estreia | Última | P | R |
| Série B2 do Carioca | 1          | ? colocado (2003) | 2003    | 2003   | – | – |